# Otto Hulsch
Otto Hulsch (14 de setembro de 1921 - KIA, 16 de janeiro de 1945) foi um piloto alemão da Luftwaffe durante a Segunda Guerra Mundial. Voou em mais de 600 missões de combate, na sua maioria pilotando um Junkers Ju 87), nas quais destruiu 34 tanques e 8 canhões antiaéreos. Foi morto em combate no dia 16 de janeiro de 1945 quando, enquanto pilotava o seu Focke-Wulf Fw 190, deparou-se com uma força de 16 caças soviéticos.